# میراندا آلدهاوس-گرین
میراندا آلدهاوس-گرین (انگلیسی: Miranda Aldhouse-Green؛ زادهٔ ۲۴ ژوئیهٔ ۱۹۴۷) باستان‌شناس، و دانشگاهی اهل بریتانیا است.